# Kruh diva
Kruh diva (izdan 1930.) je tragični roman Agathe Christie, koji je napisala pod pseudonimom Mary Westmacott.
Vještije od negativnih junaka svojih detektivskih romana, Agatha Christie je uspjela od čitačke publike sakriti tragove svog literarnog zločina. Kada je 1930. godine objavila svoj prvi roman pod pseudonimom nitko nije znao o kome se radi, a i godinama kasnije svega tri ili četiri osobe znale su da je ona pisala i ljubavne romane. Od javnosti je tu tajnu uspjevala kriti punih petnaest godina i prva tri romana su izašla obavijena velom tajne i pitanja: "Tko je zapravo Mary Westmacott?". Čak je i svoj život i pisanje uspjevala obaviti velom misterije. 
Sjajni ljubavni romani potpisani imenom misteriozne Mary Westmacott koji su naišli na odličan prijem kako kod publike, tako i kod kritike, izašli su, zapravo ispod pera Agathe Christie. Ista književna imaginacija koja je smišljala najneobičnija ubojstva i vodila nas kroz zapetljane labirinte mračnih ljudskih poriva umijela je i da iznudi i podjednako uzbudljive tvorevine o onoj drugoj, svjetlijoj strani čovjekove prirode, o njegovim istančanim emocionalnim stopama, o dramama, što prethode iz treperavog odnosa među spolovima. 
Ovo je jedan od šest sjajnih ljubavnih romana, koje je Agatha Christie, pod imenom Mary Westmacott, napisala u najboljoj tradiciji engleske proze ove vrste.

## Radnja
Vernon Deyre je osjećajan i briljantan glazbenik, čak i genije, ali pri tome plaća visoku cijenu svog talenta, posebno kada je u pitanju njegova porodica, a naročito dvije žene u njegovom životu. Djetinjstvo je proveo prilično voljen i zaštićen, u sigurnom okrilju doma, nepripremljen za surovu stvarnost koja ga očekuje kasnije u životu i dok stvara remek djelo svog života, donosi kritičnu odluku ne znajući koliko će ga to koštati... 